# Thomas Ridgeway Gould
Thomas Ridgeway Gould (5 de noviembre de 1818 - 26 de noviembre de 1881) fue un escultor neoclásico estadounidense activo en Boston y Florencia .

## Biografía
Nació en Boston el 5 de noviembre de 1818. Trabajo con su hermano en el negocio de productos secos, pero luego estudió escultura con Seth Wells Cheney a partir de 1851 y en 1863 exhibió dos grandes cabezas de Cristo y Satanás en el Ateneo de Boston . Como consecuencia de la guerra civil estadunidense, perdió su moderada fortuna, y en 1868 se mudó con su familia a Florencia, , donde se dedicó a estudiar y trabajar.
Su Viento del Oeste, originalmente esculpida en 1870, generó controversia en 1874 cuando fue denunciada como una copia de la Hebe de Canova, con la excepción de las cortinas, que fueron modeladas por Signor Mazzoli. Los periódicos siguieron esto, y se demostró que no tenía fundamento. Gould declaró que sus diseños eran totalmente suyos y que no se permitía que una estatua, busto o medallón saliera de su estudio hasta que estuviera terminado en todos los puntos de los que dependía su carácter y expresión.
West Wind se mostró más tarde en la Exposición del Centenario de Filadelfia en 1876 y, en total, Gould posteriormente hizo siete copias en dos tamaños. También creó estatuas de Kamehameha el Grande, Cleopatra, Timón de Atenas, Ariel y John Hancock (ahora en el ayuntamiento de Lexington, Massachusetts ).
Visitó Boston en 1878, donde ejecutó varios bustos de retratos, incluidos los de Emerson (ahora en la biblioteca de la universidad de Harvard), John Albion Andrew, Seth Wells Cheney y Junius Brutus Booth . Dos altorrelieves que representan Steam y la Electricidad, exhibidos dentro del edificio Boston Herald, se encuentran entre sus últimos trabajos. Su estatua de John Bridge, ahora en Cambridge, Massachusetts, fue completada por su hijo. Murió en Florencia, Italia, el 26 de noviembre de 1881. Su cuerpo fue trasladado al cementerio de Forest Hills para ser enterrado en la parcela familiar, donde se conmemora con una de sus propias creaciones, Ascending Spirit .

## Obras
Produjo bustos de retratos de Emerson, John A. Andrew y Junius Brutus Booth .
- Cristo (un busto)
- Satanás (un busto)
- Kamehameha el Grande en Honolulu y en Kapaau, Hawái
- West Wind, Biblioteca Mercantil de St. Louis, St. Louis ; Galería de Arte Memorial de la universidad de Rochester, Rochester, Nueva York ; Museo de Arte de Orlando
- The Ghost in Hamlet, 1877, Memorial Art Gallery de la universidad de Rochester, Rochester, Nueva York .
- John Hancock (Ayuntamiento de Lexington )
- John Bridge ( Cambridge (Mass.) ) Común, completado por su hijo.

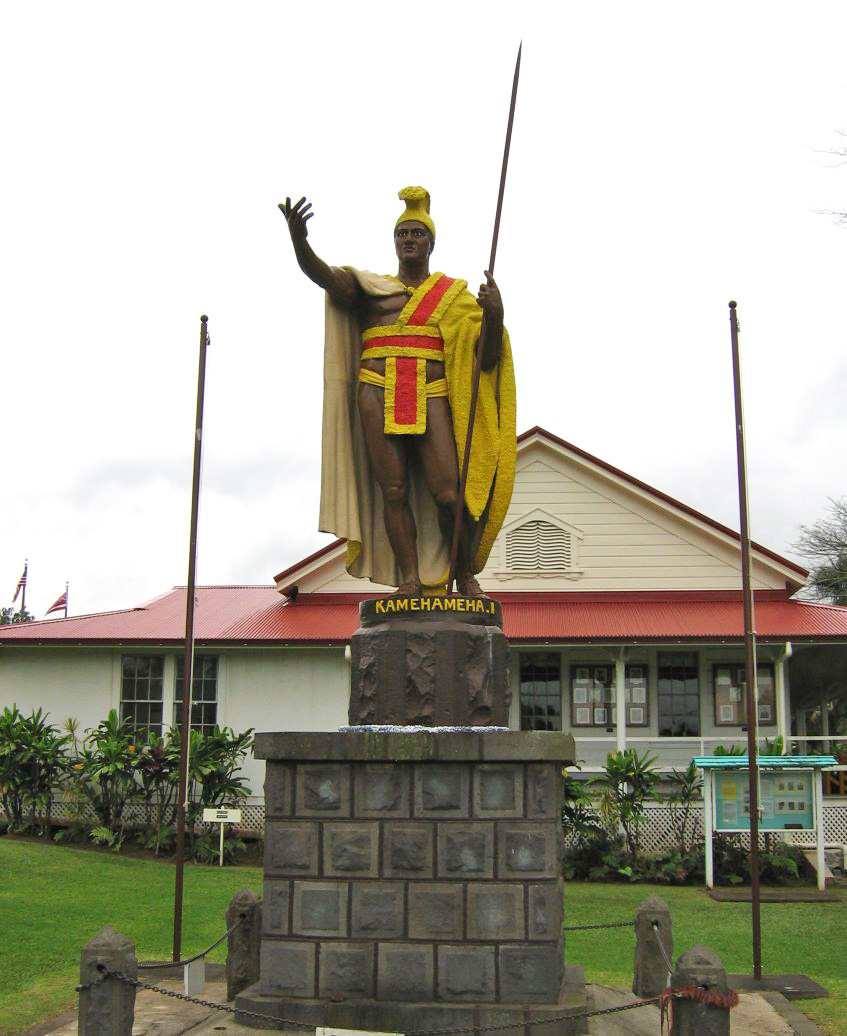
La estatua original de Kamehameha, en Kapa ʻ au, North Kohala
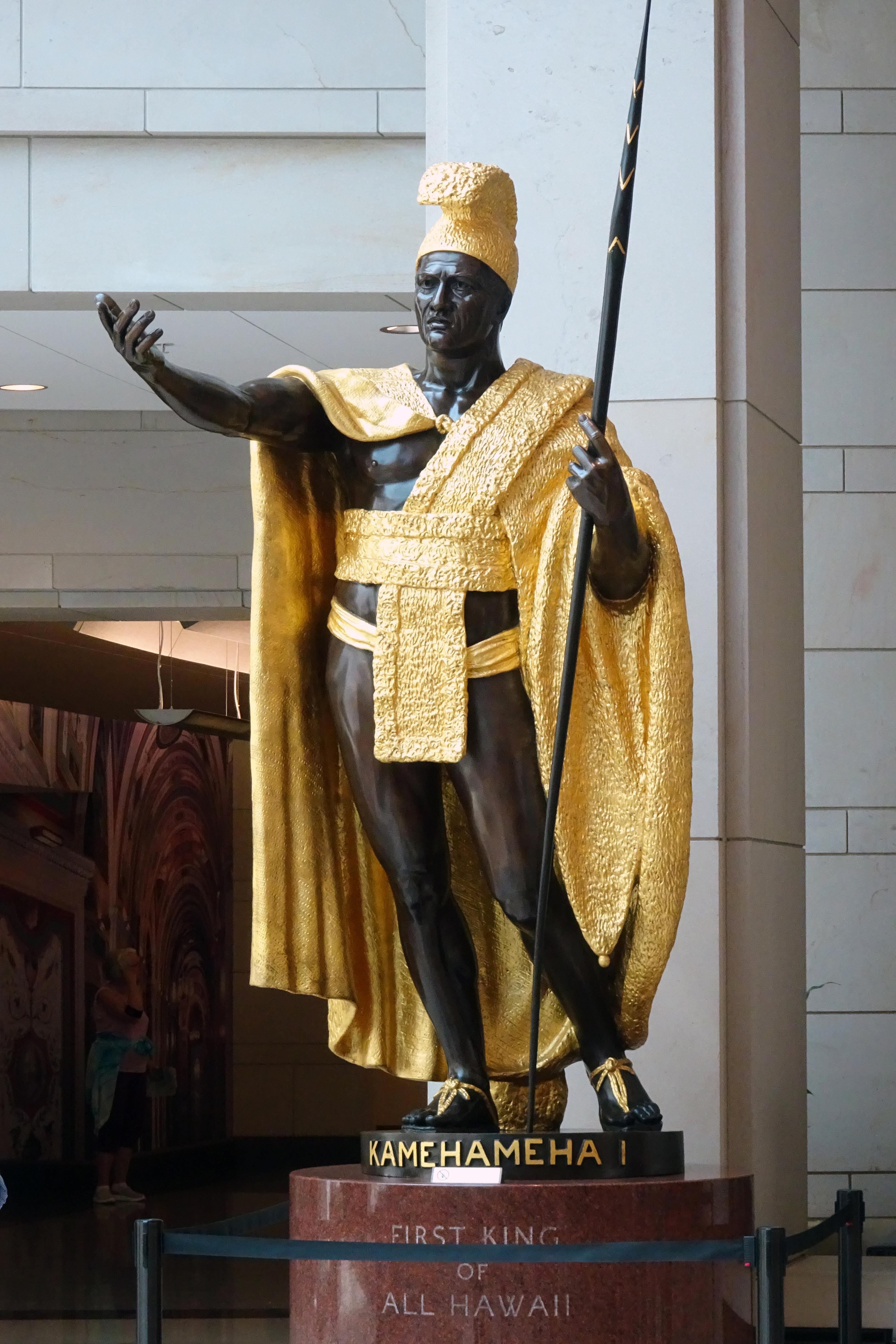
La réplica de la estatua en la colección National Statuary Hall del Capitolio de EE . UU.
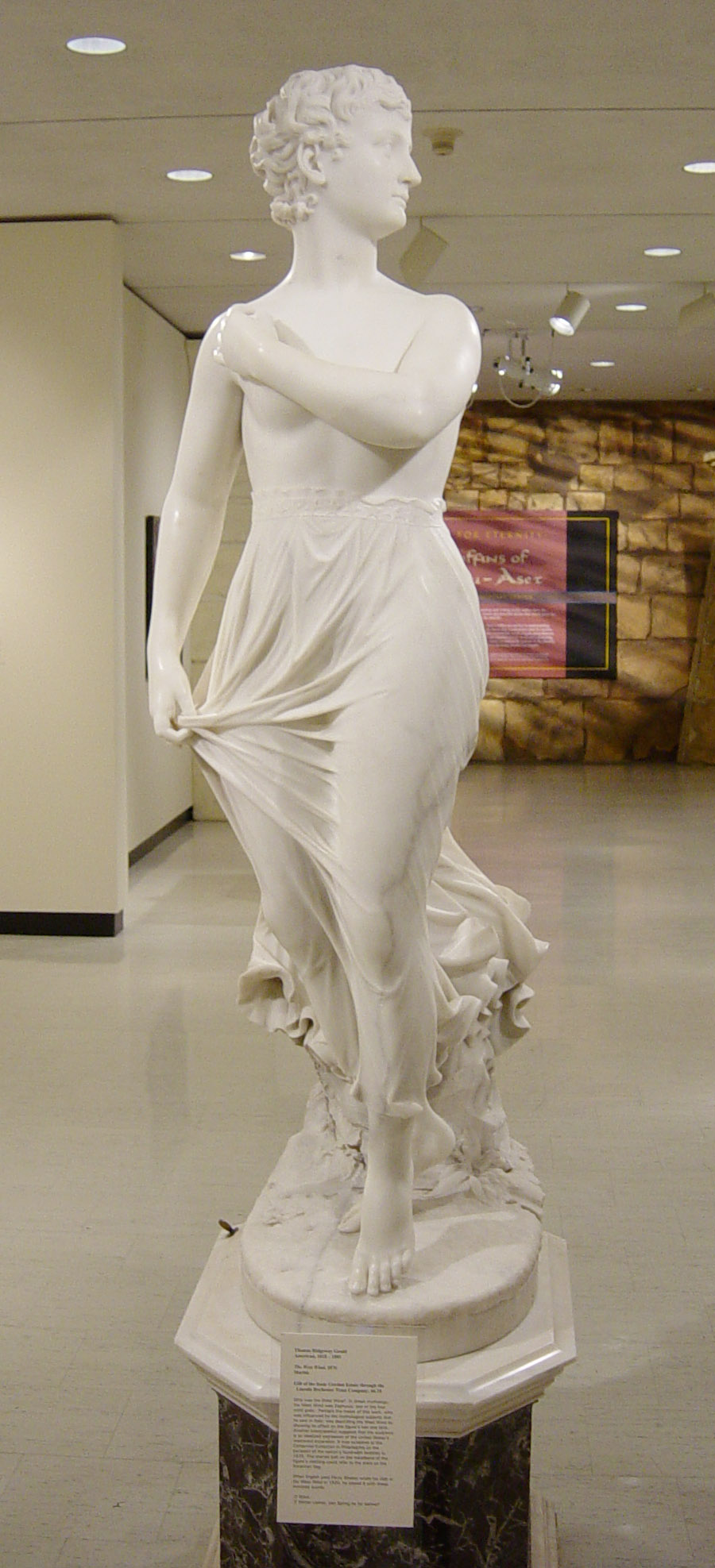
Viento del oeste
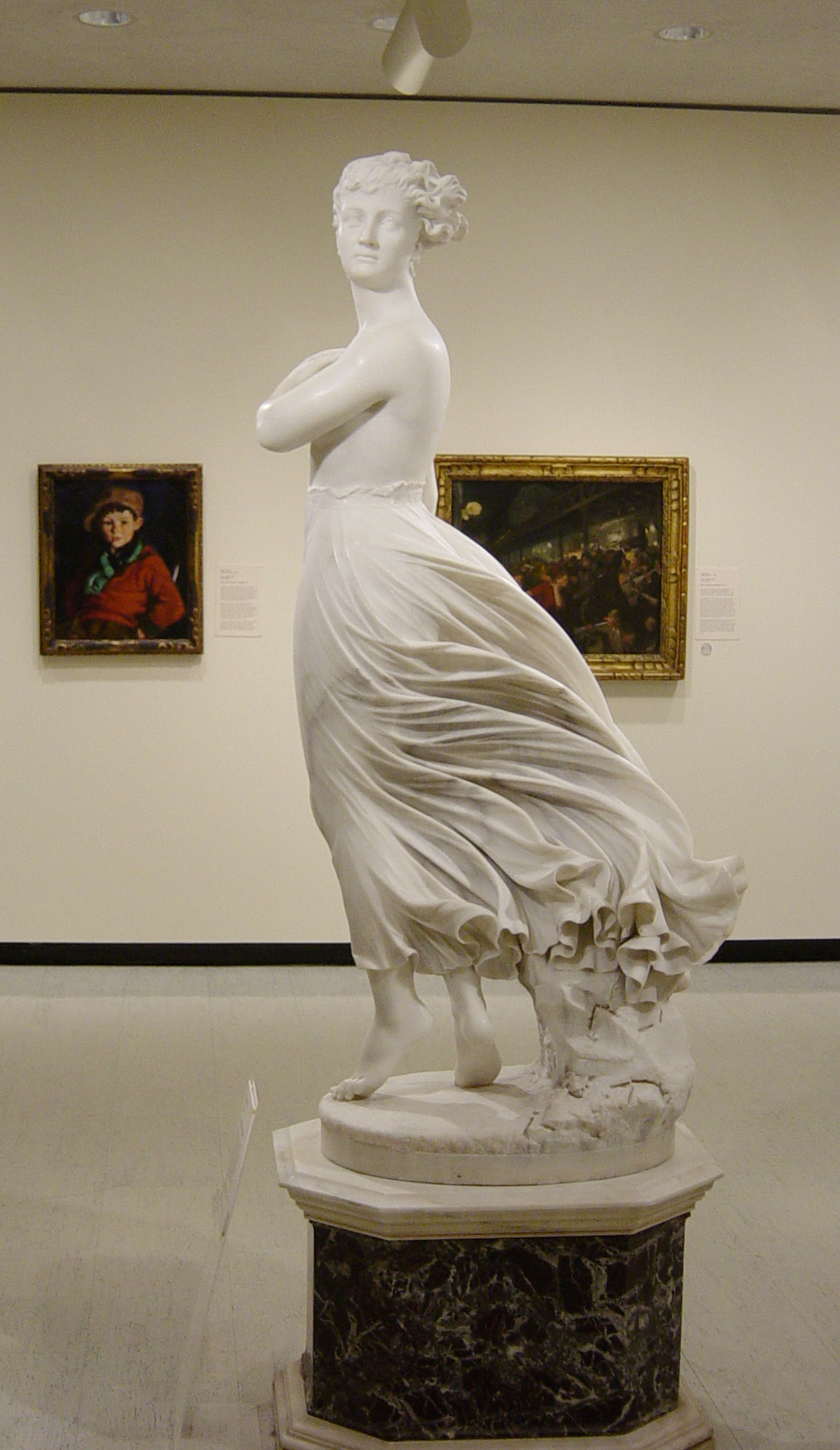
Viento del Oeste (perfil)
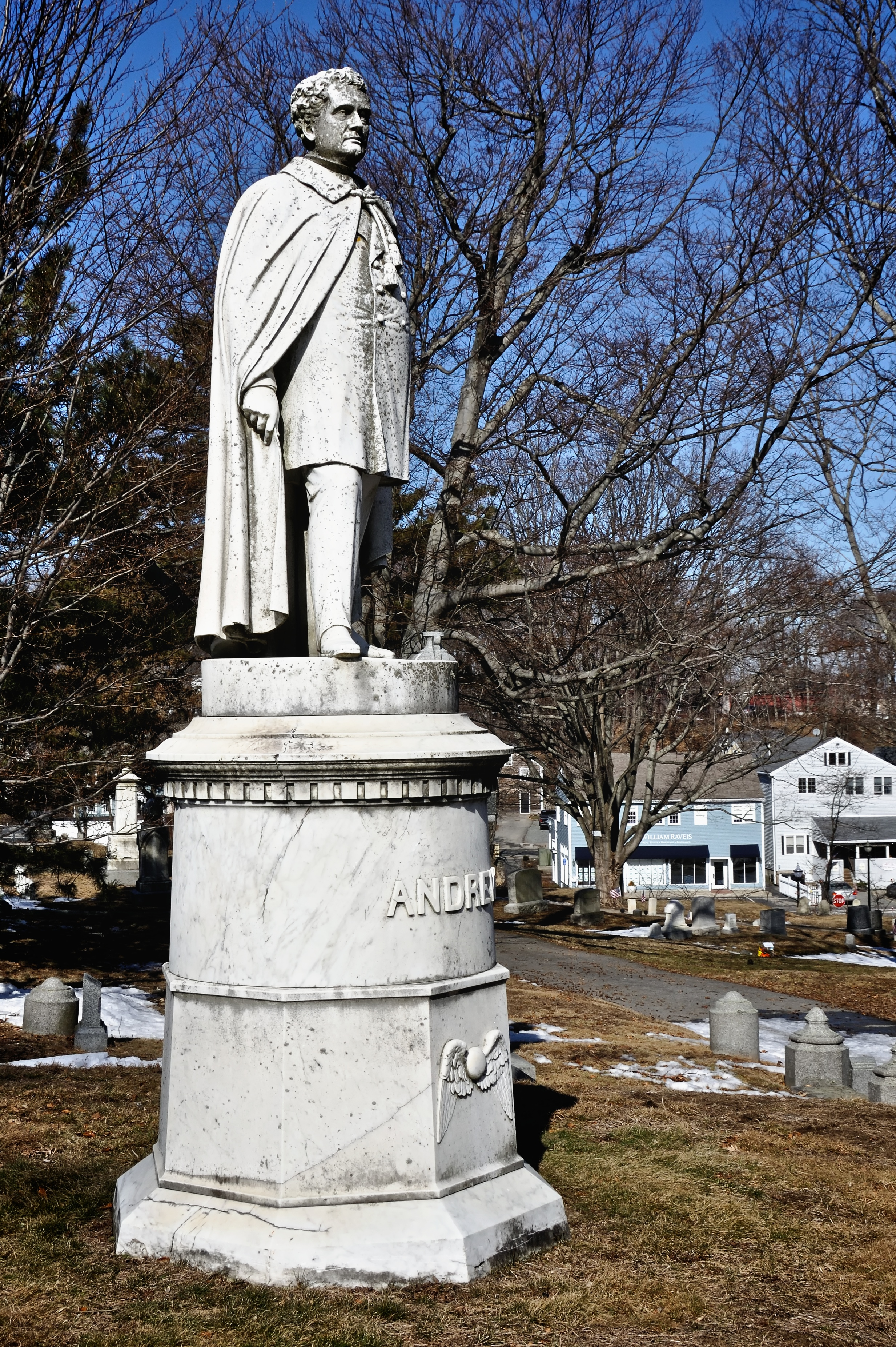
Estatua del gobernador de Massachusetts John Albion Andrew, Old Ship Burying Ground, Hingham, Massachusetts